# Baronía de Balsareny

Escudo del municipio de Balsareny, provincia de Barcelona, que dio nombre a esta baronía.

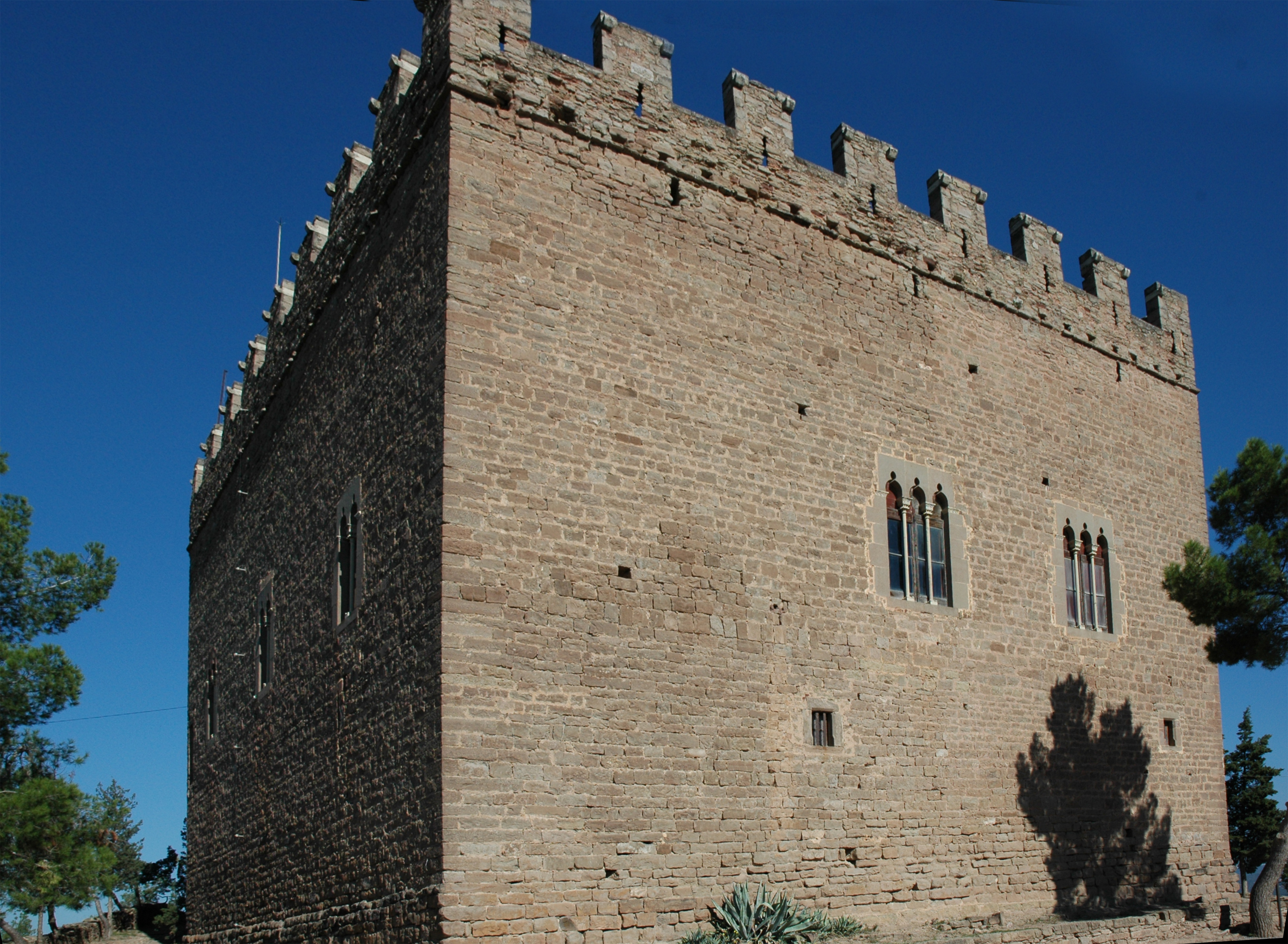
Castillo de Balsareny, en Balsareny provincia de Barcelona.

La baronía de Balsareny es un título nobiliario español creado el 30 de enero de 1654 por el rey Felipe IV a favor de Juan Antonio de Martín, señor de Balsareny y de su castillo.
Este título fue rehabilitado en 1916 por el rey Alfonso XIII a favor de Luis Enrique de Alós y Mateu, III marqués de Alós, VI marqués de Llió, que se convirtió en el tercer barón de Balsareny.
Su denominación hace referencia al municipio de Balsareny en la provincia de Barcelona.

## Antecedentes
La baronía de Balsareny, como señorío jurisdiccional, procedía del siglo XIII, transmitiéndose por diferentes familias (Perguera, Oliver y Corbera-Santcliment) hasta 1648 en que su último poseedor Luis de Corbera-Santcliment y de Castellet la vendió, junto con su castillo a Juan Antonio de Martín, quién en 1654 fue honrado oficialmente con el título de "barón de Balsareny".

## Barones Balsareny
|                               | Titular                        | Periodo                |
| Creación por Felipe IV        | Creación por Felipe IV         | Creación por Felipe IV |
| ----------------------------- | ------------------------------ | ---------------------- |
| I                             | Juan Antonio de Martín         | 1654-                  |
| II                            | José Joaquín de Alós y Martín  | 1867-1901              |
| Rehabilitado por Alfonso XIII |                                |                        |
| III                           | Luis Enrique de Alós y Mateu   | 1916-1956              |
| IV                            | Luis Ignacio de Alós y Huelin  | 1956-1981              |
| V                             | Ignacio María de Alós y Huelin | 1981-1993              |
| VI                            | Ignacio José de Alós y Martín  | 1993-actual titular    |

## Historia de los barones de Balsareny
- Juan Antonio de Martín, I barón de Balsareny.

-Su hija Concepción de Martín y Magaula, casó con Luis Carlos de Alós y López de Haro, I marqués de Alós, que fueron padres de:
- José Joaquín de Alós. y Martín, II barón de Balsareny, II marqués de Alós. Le sucedió, por rehabilitación, su hijo.

Rehabilitado en 1916 por:
- Luis Enrique de Alós y Mateu, III barón de Balsareny, III marqués de Alós, VI marqués de Llió

1. Casó con Margarita Huelín y Serra. Le sucedió su hijo:

- Luis Ignacio de Alós y Huelín, IV barón de Balsareny, IV marqués de Alós, VII marqués de Llió. Le sucedió su hermano:

- Ignacio María de Alós y Huelín, V barón de Balsareny, V marqués de Alós.

1. Casó con Victoria Martín y de Laguna. Le sucedió su hijo:

- Ignacio José de Alós y Martín, VI barón de Balsareny, VI marqués de Alós.

1. Casado con Carmina Marcos Sánchez.